# Správní obvod obce s rozšířenou působností Louny
Správní obvod obce s rozšířenou působností Louny je od 1. ledna 2003 jedním ze tří správních obvodů rozšířené působnosti obcí v okrese Louny v Ústeckém kraji. Čítá 41 obcí.
Města Louny a Postoloprty jsou obcemi s pověřeným obecním úřadem.

## Seznam obcí
Poznámka: Města jsou vyznačena tučně, městyse kurzívou.
- Blšany u Loun
- Brodec
- Břvany
- Cítoliby
- Černčice
- Dobroměřice
- Domoušice
- Hříškov
- Hřivice
- Chlumčany
- Chožov
- Chraberce
- Jimlín
- Koštice
- Kozly
- Lenešice
- Libčeves
- Líšťany
- Louny
- Nová Ves
- Obora
- Opočno
- Panenský Týnec
- Peruc
- Pnětluky
- Počedělice
- Postoloprty
- Raná
- Ročov
- Slavětín
- Smolnice
- Toužetín
- Úherce
- Veltěže
- Vinařice
- Vrbno nad Lesy
- Vršovice
- Výškov
- Zbrašín
- Želkovice
- Žerotín

## Obyvatelstvo
| Rok  | Obyv.  | ± %     |
| ---- | ------ | ------- |
| 1869 | 37 455 | —       |
| 1880 | 43 434 | +16 %   |
| 1890 | 45 648 | +5,1 %  |
| 1900 | 52 890 | +15,9 % |
| 1910 | 55 871 | +5,6 %  |

| Rok  | Obyv.  | ± %     |
| ---- | ------ | ------- |
| 1921 | 55 726 | −0,3 %  |
| 1930 | 56 755 | +1,8 %  |
| 1950 | 44 214 | −22,1 % |
| 1961 | 42 920 | −2,9 %  |
| 1970 | 42 324 | −1,4 %  |

| Rok  | Obyv.  | ± %    |
| ---- | ------ | ------ |
| 1980 | 43 651 | +3,1 % |
| 1991 | 43 280 | −0,8 % |
| 2001 | 42 850 | −1 %   |
| 2011 | 42 419 | −1 %   |
| 2021 | 42 401 | −0 %   |